# Ringland (organisatie)
Ringland (officieel Ringgenootschap vzw) is een Antwerpse organisatie die ijvert voor overkapping van de volledige Ring om Antwerpen.

## Geschiedenis
De Vlaamse Overheid koos begin 2014, na vergelijking van de verschillende opties in het milieueffectrapport, voor het BAM-tracé  in combinatie met een tunnel onder het Albertkanaal. Die tunnel was een nieuw element.
Ringland gaat verder en dringt aan op algemene overkapping van de ring. Ringland beweert dat dit zou leiden tot geringere schade door fijnstof en minder geluidsoverlast en zo dus de leefbaarheid van de omgeving zou verhogen.
In juni 2015  bracht de Ringlandband - bestaande uit Slongs Dievanongs, Merdan Taplak, Bart Peeters, Pieter Embrechts, Halve Neuro, Styrofoam en Marcel Vanthilt - het protestnummer Laat de Mensen Dansen uit. Het nummer werd door de VRT en Medialaan niet gedraaid wegens te politiek getint.
Reeds driemaal vond het Ringlandfestival plaats, als fondsenwerving voor onderzoek naar de overkapping van de ring. Op de eerste editie op 15 juni 2014 waren 15.000 bezoekers, tijdens de tweede editie op 27 juni 2015 waren 20.000 bezoekers aanwezig. De derde editie op 25 juni 2016 lokte, ondanks het slechte weer, toch 12.000 bezoekers. Het festival vindt symbolisch plaats op de overkapping van de Craeybeckxtunnel.
In de polemiek rond het PFOS-schandaal bij de aanleg van de Oosterweeltunnel in 2021 pleitte de overheid ervoor om de werken ondanks de vervuiling voort te zetten. Burgerbewegingen Ademloos, Ringland en StRaten-generaal sloten zich hierbij aan, omdat ze vreesden dat het stilleggen ook het einde van de sanering zou betekenen.